# Дерибас Терентій Дмитрович
Терентій Дмитрович Дерибас (нар. 28 березня (9 квітня) 1883, село Успенське Верхньодніпровського повіту Катеринославської губернії, тепер Кіровоградської області — розстріляний 28 липня 1938, місто Москва) — радянський діяч, професійний революціонер[що це?], чекіст, комісар держбезпеки 1-го рангу (1935). Кандидат у члени ЦК ВКП(б) у 1934—1937 роках.

## Життєпис
Народився в селянській родині. У 1903 році закінчив Кременчуцьке реальне училище.
З червня 1903 по січень 1904 року — майстер-чевонодеревник столярної майстерні Беркема в місті Крюкові Полтавської губернії.
Член РСДРП(б) з жовтня 1903 року. 
З січня по березень 1904 року перебував у Кременчуцькій в'язниці.
З квітня по жовтень 1904 року — майстер-червонодеревник машинобудівного заводу Гебгольда і приватної столярної майстерні в Кременчуці. Закінчив два класи технічного залізничного училища «по деревообробному цеху». 
Вів пропаганду серед робітників і козаків у Полтавській, Херсонській, Катеринославській губерніях, керував робітничою дружиною. Під час сутички з місцевими чорносотенцями був поранений.
З жовтня 1904 по квітень 1905 року — у в'язниці міста Олександрії Херсонської губернії. Засуджений на три роки заслання в Туринський повіт Тобольської губернії, де перебував з травня 1905 по серпень 1906 року.
У серпні 1906 року втік із заслання, переїхав до Санкт-Петербурга, де з вересня 1906 по грудень 1907 року був організатором підпільної Санкт-Петербурзької організації РСДРП.
У грудні 1907 року заарештований, з січня 1908 по грудень 1910 року — на засланні в Обдорську (Салехарді) та Туринську Тобольської губернії.
З січня 1911 по лютий 1917 року працював бухгалтером-оцінювачем, канцеляристом і креслярем у місті Троїцьку (Оренбурзька губернія).
З лютого 1917 року — член виконавчого комітету Оренбурзької ради, комісар юстиції, голова Оренбурзької слідчої комісії. Став одним з організаторів захоплення влади більшовиками в Оренбурзькій губернії.
З 1917 по травень 1918 року — товариш (заступник) голови виконавчого комітету об'єднаної Троїцької та Челябінської ради, комісар юстиції виконавчого комітету Троїцької міської ради. У 1918 році служив у Троїцько-Нижньоуральському радянському загоні.
У вересні — жовтні 1918 року — секретар Уральської обласної колегії державного контролю.
У листопаді 1918 — 1919 року — заступник начальника політичного відділу стрілецької дивізії РСЧА. З 9 липня 1919 року — завідувач політичного відділу 27-ї стрілецької дивізії РСЧА. З 1919 по 1920 рік — заступник начальника політичного відділу 3-ї армії РСЧА. З січня по березень 1920 року — в.о. начальника політичного відділу 5-ї стрілецької дивізії 5-ї армії, в.о. начальника політичного відділу 21-ї стрілецької дивізії 2-ї армії.
1 квітня — 1 вересня 1920 року — голова Павлодарського повітового революційного комітету та голова Павлодарського повітового бюро РКП(б), керівник масових розстрілів у Павлодарі і Троїцьку.
З грудня 1920 року — заступник уповноваженого IV відділення Секретного відділу Всеросійській надзвичайній комісії (ВЧК). 1 січня — 28 липня 1921 року — уповноважений відділення Секретного відділу ВЧК при РНК РРФСР. 28 липня 1921 — 1 грудня 1922 року — начальник V відділення Секретного відділу ВЧК при РНК РРФСР. 8 червня 1922 — 25 травня 1923 року — помічник начальника Секретного відділу ДПУ НКВС РРФСР. З 1 по 21 грудня 1922 року — начальник III відділення Секретного відділу ДПУ НКВС СРСР.
25 травня 1923 — 26 жовтня 1929 року — начальник Секретного відділу ДПУ НКВС РРФСР (ОДПУ при РНК СРСР). 30 липня 1927 — 26 жовтня 1929 року — 1-й помічник начальника Секретно-політичного управління ОДПУ при РНК СРСР.
У грудні 1929 — 10 липня 1934 року — повноважний представник ОДПУ при РНК СРСР по Далекосхідному краю. Одночасно в грудні 1929 — 10 липня 1934 року — начальник Особливого відділу ОДПУ, член РВР Окремої Червонопрапорної Далькохідної армії. З жовтня 1933 року керував будівництвом силами ув'язнених Байкало-Амурської магістралі.
22 листопада 1931 — 10 липня 1934 року — член колегії ОДПУ при РНК СРСР. У липні 1934 — 12 серпня 1937 року — член колегії НКВС СРСР.
15 липня 1934 — 11 травня 1937 року — начальник Управління НКВС по Далекосхідному краю. 11 травня — 19 червня 1937 року — в розпорядженні НКВС СРСР. 19 червня — 31 липня 1937 року — начальник Управління НКВС по Далекосхідному краю.
12 серпня 1937 року заарештований органами НКВС. Засуджений Воєнною колегією Верховного суду СРСР 28 липня 1938 року до страти, розстріляний того ж дня. Похований на полігоні «Комунарка» біля Москви.
31 грудня 1957 року посмертно реабілітований.

## Звання
- Комісар державної безпеки 1-го рангу (26.11.1935)

## Нагороди
- орден Леніна (14.02.1936)
- два ордени Червоного Прапора (12.12.1927, 20.12.1932)
- знак «Почесний працівник ВНК—ДПУ (V)» (.12.1922)
- знак «Почесний працівник ВНК—ДПУ (XV)» (20.12.1932)